# 斯托什島
斯托什島是智利的島嶼，位於佩納斯灣以南的太平洋海域，由麥哲倫-智利南極大區負責管轄，長19英里、寬6英里，面積357平方公里，該島由火成岩組成。
49°08′S 75°25′W / 49.133°S 75.417°W